# Kajsa Ernst

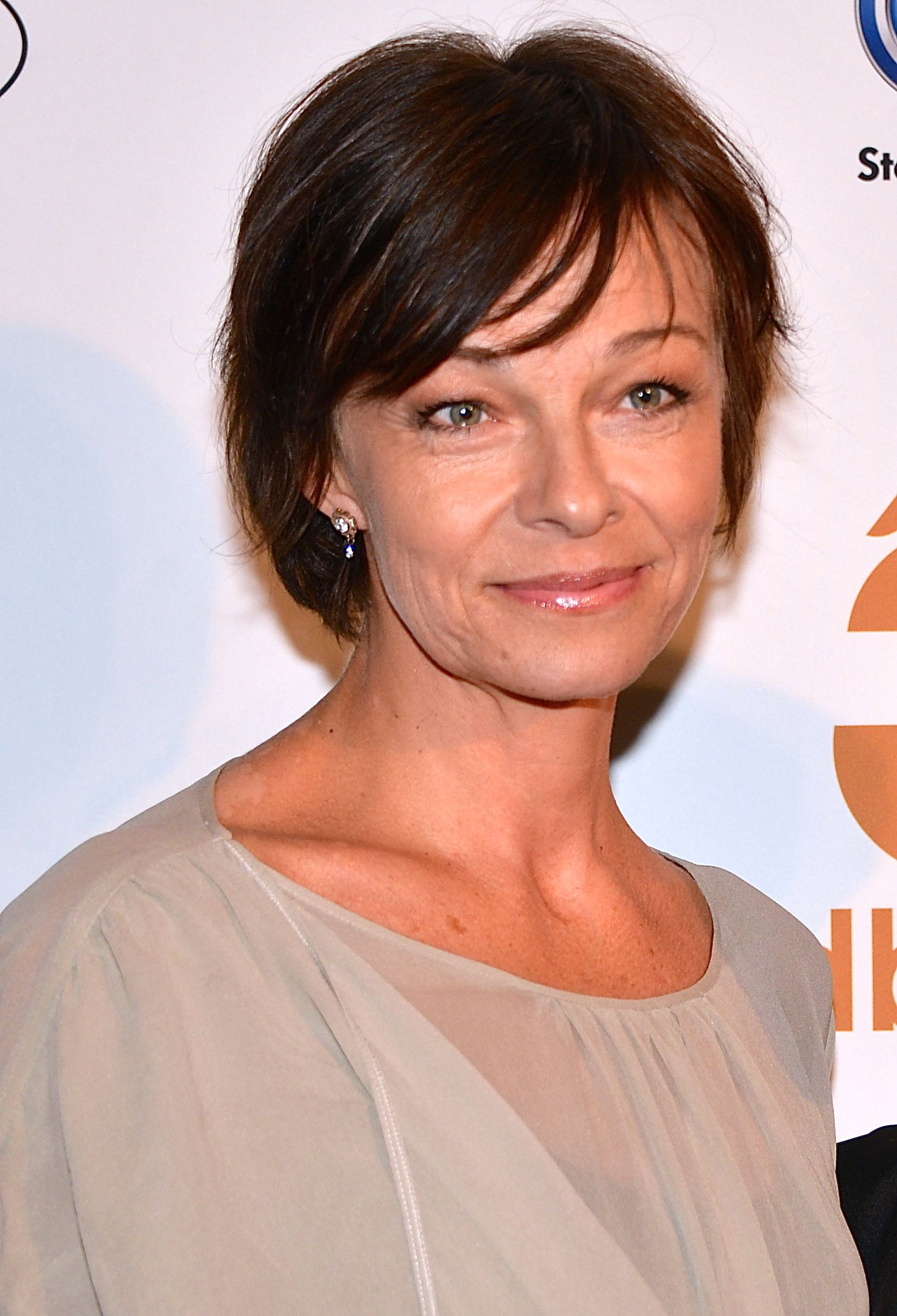
Kajsa Ernst (2013)

Anna-Karin Linnéa „Kajsa“ Ernst (* 4. August 1962 in Kortedala, Göteborg) ist eine schwedische Schauspielerin.

## Leben
Anna-Karin Linnéa Ernst begann bereits im Alter von 16 Jahren am Nöjesteatern in Malmö zu spielen und studierte anschließend an der ortsansässigen Schauspielschule Teaterhögskolan. In der Folge spielte sie fast zehn Jahre lang am Helsingborgs stadsteater. 1992 zog sie nach Stockholm, wo sie sich verstärkt auf eine Filmkarriere konzentrierte. Bekanntheit erlangte sie international durch ihre Rollen in Miffo, Zurück nach Dalarna und Die Brandmauer. 2005 wurde sie als beste Nebendarstellerin mit dem schwedischen Filmpreis Guldbagge für ihre Rolle in Zurück nach Dalarna ausgezeichnet.
Ernst war von 2009 bis zu dessen Tod im Jahr 2012 mit dem Schauspieler Göran Stangertz verheiratet.

## Filmografie (Auswahl)
- 2003: Miffo
- 2004: Zurück nach Dalarna (Masjävlar)
- 2005: Mankells Wallander: Am Rande der Finsternis (Mörkret)
- 2006: Die Brandmauer (Brandvägg)
- 2007: Gangster
- 2012: Ein Fall für Annika Bengtzon (Annika Bengtzon, Fernsehserie, 6 Folgen)
- 2015: Eine schöne Bescherung (En underbar jävla jul)
- 2016–2019: Finaste familjen (Fernsehserie, 24 Folgen)
- 2018: Arme Tiere (Stackars djur)
- 2018: Mord im Mittsommer (Morden i Sandhamn, Fernsehserie, eine Folge)
- 2019: Blinded (Fartblinda, Fernsehserie, 4 Folgen)
- 2020: Mein Vater Marianne (Min pappa Marianne)
- 2020: Tove
- 2021: Huss – Verbrechen am Fjord (Huss, Fernsehserie)
- 2023: Iris – Die Wahrheit (Sanningen, Fernsehserie)